# برج مروارید باختر
برج مروارید باختر (چینی ساده: 四川广播电视塔) برجی است که در شهر چنگدو، کشور چین قرار دارد. این برج ۳۳۹ متر ارتفاع دارد.